# Marimba Diriá
Marimba Diriá es un conjunto musical costarricense dedicado a la labor de conservar y divulgar la música tradicional de Guanacaste. Fue fundada por Ulpiano Duarte en 1969. 
En 1974 la Marimba Diriá fue declarada Marimba Nacional por decreto Ejecutivo # 4130 del 16 de setiembre de 1974; alcance 174 de la Gaceta # 182 del 16 de noviembre de 1974, firmado por el presidente Daniel Oduber Quirós, y la ministra de Cultura Carmen Naranjo. A partir de ese momento, la Marimba Diriá queda adscrita al Ministerio de Cultura y Juventud (Costa Rica). Como Marimba Nacional, el conjunto realizó una labor importante de difusión cultural tanto en Costa Rica como en Panamá, Colombia, Venezuela, México, Estados Unidos, Canadá y España.
Después de la muerte de Ulpiano en el 2015, su hijo Gerardo Duarte, y nieto Juan Carlos Díjeres, han continuado con la labor de rescate y difusión de la Marimba Diriá, con nuevos proyectos discográficos ejecutados en el estilo de ejecución y sonoridad caracteristícos de este ensamble.

### Discografía
- Viva Guanacaste (1972)
- Viva Guanacaste Volumen II (1972)
- Canto a mi tierra (1998)
- Parranderas Guanacastecas (1999)
- In Memoriam (2016)
- Danzas del Guanacaste (2017)
- Salón Santa Cruz (2017)
- Volumen IV (2018)
- Valses (2018)
- Para Miguel Torres (2020)
- Muñequita Linda (2020)
- Los Promesanos (2021)
- Bicentenario (2022)
- Grabaciones inéditas II (2022)
- Sones y Tonadas (2023)